# Bathyraja ishiharai
Bathyraja ishiharai — вид хрящевых рыб рода глубоководных скатов семейства Arhynchobatidae отряда скатообразных. Обитают в восточной части Индийского океана. Встречаются на глубине до 2350 м. Их крупные, уплощённые грудные плавники образуют округлый диск со треугольным рылом. Максимальная зарегистрированная длина 123 см. Откладывают яйца. Не представляют интереса для коммерческого промысла.

## Таксономия
Впервые вид был научно описан в 2005 году. Вид назван в честь профессора Хадзиме Исихара, более 25 лет посвятившего изучению пластиножаберных, в частности глубоководных скатов. Вид известен всего по двум особям. Голотип представляет собой половозрелого самца длиной 123 см, пойманого у побережья Западной Австралии (33°42′ ю. ш. 110°53′ в. д.) на глубине 2320—2350 м. Паратип — неполовозрелый самец длиной 36 см, пойманный там же.

## Ареал
Ареал этих скатов фрагментарен, они обитают у побережья Западной Австралии. Встречаются на глубине до 2350 м.

## Описание
Широкие и плоские грудные плавники этих скатов образуют ромбический диск с широким треугольным рылом и закруглёнными краями. На вентральной стороне диска расположены 5 жаберных щелей, ноздри и рот. На хвосте имеются латеральные складки. У этих скатов 2 редуцированных спинных плавника и редуцированный хвостовой плавник. Максимальная зарегистрированная длина 123 см.

## Биология
Эмбрионы питаются исключительно желтком. Эти скаты откладывают яйца, заключённые в продолговатую роговую капсулу.

## Взаимодействие с человеком
Эти скаты не являются объектом целевого лова. Потенциально могут попадаться в качестве прилова в ходе промысла с помощью тралов и ярусов. В ареале ведётся промысел на глубине свыше 700 м. Данных для оценки охранного статуса вида Международным союзом охраны природы недостаточно.